# Đại hội Thể thao châu Phi
Đại hội Thể thao Toàn châu Phi (tiếng Anh: All-Africa Games, cũng tạm gọi là Phi Vận Hội) là một sự kiện thể thao đa môn được tổ chức bốn năm một lần, do Hiệp hội Ủy ban Olympic quốc gia châu Phi tổ chức dành cho tất cả các quốc gia châu Phi. Hiệp hội này đã tiếp quản việc tổ chức đại hội từ Hội đồng tối cao Thể thao châu Phi sau một cuộc hội nghị các Bộ trưởng Thể thao của Liên minh châu Phi. Ủy ban Olympic Quốc tế chính thức công nhận đây là một sự kiện thể thao cấp châu lục.
Kỳ Đại hội Thể thao châu Phi lần đầu tiên được tổ chức năm 1965 tại Brazzaville, Congo. Từ năm 1999, sự kiện này cũng đã mở ra cho các vận động viên khuyết tật.
Tính đến thời điểm này, Cộng hòa Congo, Nigeria và Algérie là những quốc gia có số lần tổ chức nhiều nhất với hai lần tổ chức. Những quốc gia có một lần tổ chức gồm: Kenya, Ai Cập, Zimbabwe, Nam Phi, Mozambique, Maroc và Ghana.

## Các kì Đại hội
| Kì đại hội | Năm  | Thành phố đăng cai | Quốc gia chủ nhà | Tuyên bố khai mạc               | Thời gian               | Quốc gia | Vận động viên | Môn thể thao | Nội dung | Đoàn xuất sắc nhất        |
| ---------- | ---- | ------------------ | ---------------- | ------------------------------- | ----------------------- | -------- | ------------- | ------------ | -------- | ------------------------- |
| 1          | 1965 | Brazzaville        | Cộng hòa Congo   | Tổng thống Alphonse Massemba    | 18–28 tháng 7           | 30       | 2,500         | 10           | 54       | Cộng hòa Ả Rập Thống nhất |
| 2          | 1973 | Lagos              | Nigeria          | Tổng thống Yakubu Gowon         | 7–18 tháng 1            | 36       |               | 12           | 92       | Ai Cập                    |
| 3          | 1978 | Algiers            | Algérie          | Tổng thống Houari Boumediene    | 13–28 tháng 7           | 38       | 3,000         | 12           | 117      | Tunisia                   |
| 4          | 1987 | Nairobi            | Kenya            | Tổng thống Daniel Arap Moi      | 1–12 tháng 8            | 41       |               | 14           | 164      | Ai Cập                    |
| 5          | 1991 | Cairo              | Ai Cập           | Tổng thống Hosni Mubarak        | 20 tháng 9–1 tháng 10   | 43       |               | 18           | 213      | Ai Cập                    |
| 6          | 1995 | Harare             | Zimbabwe         | Tổng thống Robert Mugae         | 13–23 tháng 9           | 46       | 6,000         | 19           | 224      | Nam Phi                   |
| 7          | 1999 | Johannesburg       | Nam Phi          | Tổng thống Thabo Mbeki          | 10–19 tháng 9           | 51       | 6,000         | 20           | 224      | Nam Phi                   |
| 8          | 2003 | Abuja              | Nigeria          | Tổng thống Olusegun Obasanjo    | 5–17 tháng 10           | 50       | 6,000         | 22           | 332      | Nigeria                   |
| 9          | 2007 | Algiers            | Algérie          | Tổng thống Abdelaziz Bouteflika | 11–23 tháng 7           | 52       | 4,793         | 27           | 374      | Ai Cập                    |
| 10         | 2011 | Maputo             | Mozambique       | Tổng thống Armando Guebuza      | 3–18 tháng 9            | 53       | 5,000         | 20           | 244      | Nam Phi                   |
| 11         | 2015 | Brazzaville        | Cộng hòa Congo   | Tổng thống Denis Nguesso        | 4–19 tháng 9            | 54       | 15,000        | 22           | 323      | Ai Cập                    |
| 12         | 2019 | Rabat              | Morocco          | Hoàng tử Moulay Rachid          | 19–31 tháng 8           | 54       | 4,386         | 26           | 340      | Ai Cập                    |
| 13         | 2023 | Accra              | Ghana            | Tổng thống Nana Akufo-Addo      | 8 – 23 tháng 3 năm 2024 | 52       | 2,644         | 23           | 242      | Ai Cập                    |

- Lưu ý: Kì đại hội 1969 ở Bamako, Mali không tổ chức do trong nước xảy ra đảo chính quân sự.

### Đại hội Thể thao người khuyết tật châu Phi
| Kì đại hội | Năm  | Thành phố đăng cai | Quốc gia chủ nhà | Tuyên bố khai mạc | Thời gian    | Đoàn thể thao | Vận động viên | Môn thể thao | Nội dung | Đoàn thể thao xuất sắc |
| ---------- | ---- | ------------------ | ---------------- | ----------------- | ------------ | ------------- | ------------- | ------------ | -------- | ---------------------- |
| 1          | 2023 | Accra              | Ghana            | Mustapha Ussif    | 3–12 tháng 9 | 18            | 400           | 3            | 7        | Maroc                  |
| 2          | 2027 | Cairo              | Ai Cập           |                   |              |               |               |              |          |                        |

## Lần đầu tham dự
Dưới đây là thống kê các kì African Games mà các đoàn thể thao lần đầu tiên giành quyền tham dự.
| Năm  | Đoàn thể thao |
| ---- | --- |
| 1965 | Algérie, Bénin, Burkina Faso, Cameroon, Trung Phi, Tchad, Cộng hòa Congo, Cộng hòa Dân chủ Congo, Ai Cập, Ethiopia, Gabon, Ghana, Guinée, Bờ Biển Ngà, Kenya, Liberia, Libya, Madagascar, Mali, Mauritanie, Maroc, Niger, Nigeria, Sénégal, Sierra Leone, Somalia, Sudan, Togo, Tunisia, Uganda, Zambia, Zimbabwe |
| 1973 | Eswatini, Gambia, Lesotho, Malawi, Mauritius, Tanzania |
| 1978 | Botswana |
| 1987 | Angola, Comoros, Djibouti, Guinea Xích Đạo, Mozambique, Rwanda, São Tomé và Príncipe, Seychelles |
| 1991 | Burundi, Cabo Verde, Namibia, Nam Phi |
| 1995 | Guiné-Bissau |
| 1999 | Eritrea |
| 2003 | Không có |
| 2007 | Không có |
| 2011 | Không có |
| 2015 | Nam Sudan |
| 2019 | Không có |
| 2023 | Không có |

## Bảng huy chương
| Hạng                | NOC                          | Vàng | Bạc  | Đồng | Tổng số |
| ------------------- | ---------------------------- | ---- | ---- | ---- | ------- |
| 1                   | Ai Cập (EGY)                 | 753  | 551  | 523  | 1827    |
| 2                   | Nigeria (NGR)                | 517  | 461  | 470  | 1448    |
| 3                   | Nam Phi (RSA)                | 429  | 393  | 337  | 1159    |
| 4                   | Algérie (ALG)                | 342  | 353  | 447  | 1142    |
| 5                   | Tunisia (TUN)                | 282  | 271  | 316  | 869     |
| 6                   | Kenya (KEN)                  | 142  | 152  | 185  | 479     |
| 7                   | Sénégal (SEN)                | 69   | 78   | 172  | 319     |
| 8                   | Ghana (GHA)                  | 55   | 83   | 111  | 249     |
| 9                   | Ethiopia (ETH)               | 54   | 62   | 80   | 196     |
| 10                  | Maroc (MAR)                  | 48   | 56   | 74   | 178     |
| 11                  | Cameroon (CMR)               | 44   | 83   | 151  | 278     |
| 12                  | Zimbabwe (ZIM)               | 38   | 47   | 75   | 160     |
| 13                  | Bờ Biển Ngà (CIV)            | 29   | 41   | 74   | 144     |
| 14                  | Mauritius (MRI)              | 29   | 36   | 62   | 127     |
| 15                  | Uganda (UGA)                 | 26   | 27   | 54   | 107     |
| 16                  | Angola (ANG)                 | 25   | 22   | 44   | 91      |
| 17                  | Madagascar (MAD)             | 21   | 27   | 54   | 102     |
| 18                  | Botswana (BOT)               | 20   | 20   | 49   | 89      |
| 19                  | Libya (LBA)                  | 13   | 30   | 38   | 81      |
| 20                  | Eritrea (ERI)                | 12   | 7    | 8    | 27      |
| 21                  | Zambia (ZAM)                 | 11   | 13   | 39   | 63      |
| 22                  | Lesotho (LES)                | 9    | 8    | 18   | 35      |
| 23                  | Namibia (NAM)                | 8    | 19   | 34   | 61      |
| 24                  | Cộng hòa Congo (CGO)         | 8    | 16   | 40   | 64      |
| 25                  | Mali (MLI)                   | 8    | 11   | 22   | 41      |
| 26                  | Gabon (GAB)                  | 8    | 10   | 22   | 40      |
| 27                  | Sudan (SUD)                  | 8    | 2    | 4    | 14      |
| 28                  | Burkina Faso (BUR)           | 7    | 9    | 19   | 35      |
| 29                  | Niger (NIG)                  | 7    | 3    | 17   | 27      |
| 30                  | Mozambique (MOZ)             | 6    | 15   | 13   | 34      |
| 31                  | Cộng hòa Dân chủ Congo (COD) | 6    | 14   | 34   | 54      |
| 32                  | Gambia (GAM)                 | 6    | 5    | 3    | 14      |
| 33                  | Tanzania (TAN)               | 4    | 10   | 13   | 27      |
| 34                  | Bénin (BEN)                  | 3    | 4    | 10   | 17      |
| 35                  | Guinée (GUI)                 | 2    | 4    | 6    | 12      |
| 36                  | Rwanda (RWA)                 | 2    | 3    | 5    | 10      |
| 37                  | Trung Phi (CAF)              | 1    | 3    | 7    | 11      |
| 38                  | Liberia (LBR)                | 1    | 2    | 3    | 6       |
| 38                  | São Tomé và Príncipe (STP)   | 1    | 2    | 3    | 6       |
| 40                  | Sierra Leone (SLE)           | 1    | 2    | 1    | 4       |
| 41                  | Burundi (BDI)                | 1    | 1    | 1    | 3       |
| 42                  | Somalia (SOM)                | 1    | 1    | 0    | 2       |
| 43                  | Eswatini (SWZ)               | 1    | 0    | 11   | 12      |
| 44                  | Tchad (CHA)                  | 1    | 0    | 9    | 10      |
| 45                  | Cabo Verde (CPV)             | 1    | 0    | 3    | 4       |
| 46                  | Nam Sudan (SSD)              | 1    | 0    | 0    | 1       |
| 47                  | Togo (TOG)                   | 0    | 5    | 17   | 22      |
| 48                  | Djibouti (DJI)               | 0    | 2    | 2    | 4       |
| 49                  | Guiné-Bissau (GBS)           | 0    | 1    | 6    | 7       |
| 50                  | Malawi (MAW)                 | 0    | 1    | 4    | 5       |
| 51                  | Guinea Xích Đạo (GEQ)        | 0    | 1    | 0    | 1       |
| Tổng số (51 đơn vị) | Tổng số (51 đơn vị)          | 3061 | 2967 | 3690 | 9718    |

- Các đoàn  Comoros (COM) và  Mauritanie (MTN) chưa giành được huy chương nào.